# 핀란드 기사원

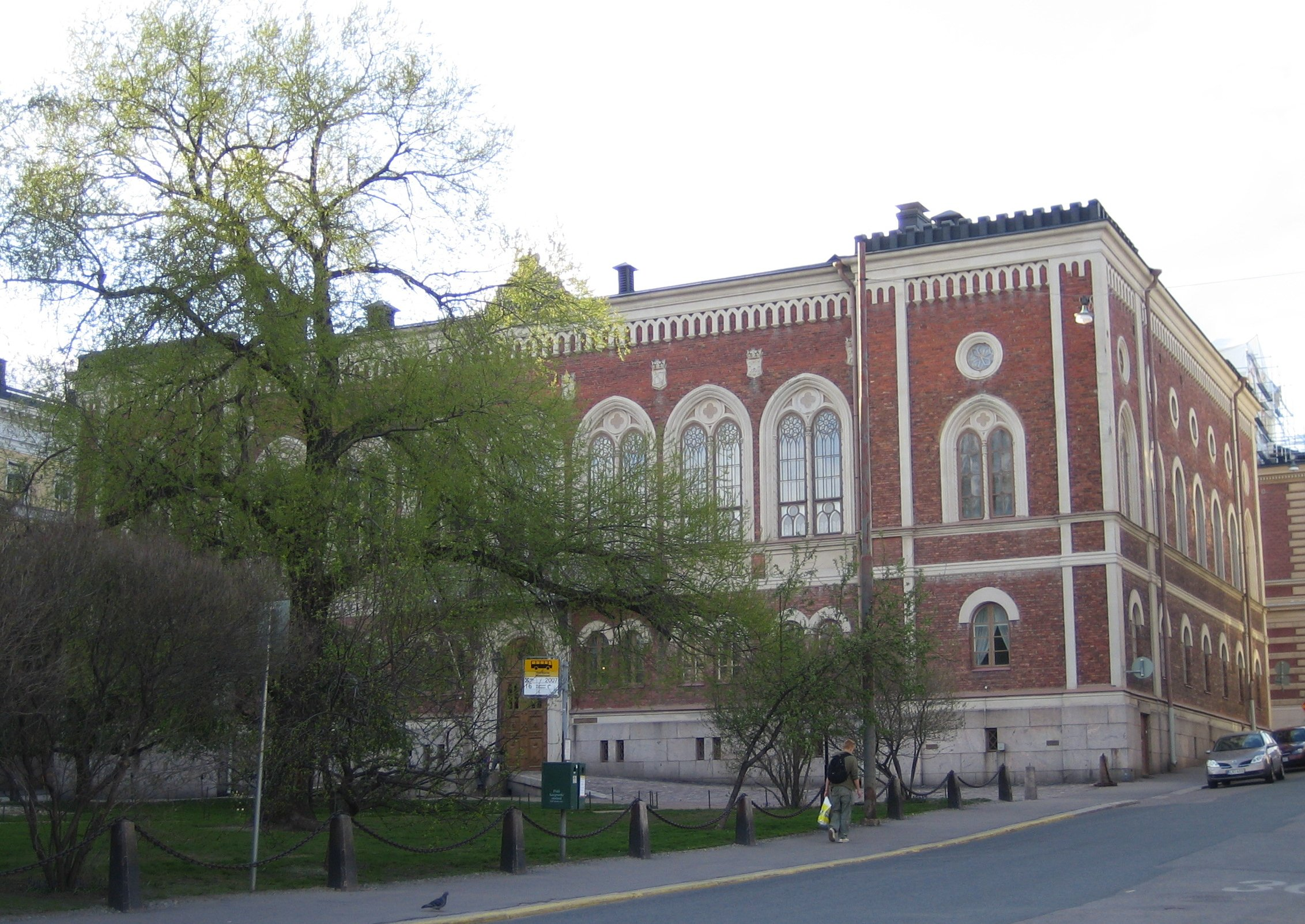

기사원(핀란드어: Ritarihuone 리타리후오네[*], 스웨덴어: riddarhus)은 헬싱키 시 크루눈하카 동에 소재한 역사적 건물이다.  핀란드에서 가장 중요한 신고딕주의 건축물로 꼽힌다.
핀란드 대공국의 입법기관인 핀란드 국회는 4개 신분(귀족, 성직자, 시민, 농민)으로 구성된 사원제 의회였다. 그 중 귀족들은 기사원 건물을 의사당으로 사용하고, 나머지 세 신분은 신분원 건물을 의사당으로 사용했다.
1906년 의회개혁으로 핀란드 입법부가 단원제 의회로 전환되면서 기사원은 더 이상 의사당으로 사용되지 않게 되었다. 오늘날 기사원은 도서관 겸 문서기록보관소로 사용되고 있다.